# Meta von Salis
Meta von Salis (de son nom complet Barbara Margaretha von Salis-Marschlins) née le 1er mars 1855 au château de Marschlins, près d'Igis, dans les Grisons et morte le 15 mars 1929 à Bâle, est une historienne, écrivaine et féministe suisse.

## Biographie
Meta von Salis est issue d'une famille aristocrate grisonne. Son père, Ulysses Adalbert von Salis-Marschlins, est propriétaire foncier et naturaliste; sa mère se nomme Ursula Margaretha née von Salis-Maienfeld. Meta fait partie d'une fratrie de cinq enfants — dont  trois meurent en bas âge. Enfant au caractère marqué et fermé, elle est souvent nerveuse et ne correspond pas vraiment aux attentes de son père, ce qui provoque des tensions entre eux. Mais la fillette trouve refuge auprès de sa mère, qui l'ouvre à la lecture et la poésie et soutient son intérêt pour les livres.
N'étant pas autorisée à faire des études après sa scolarité, elle se lance dans la profession d'éducatrice. Elle travaille comme préceptrice dans de riches familles en Allemagne, en Italie, en Angleterre et en Irlande. Cependant, en 1883, à l'âge de 28 ans, elle entame des études d'histoire, de philosophie et d'histoire de l'art à l'Université de Zurich. En 1885, les autorités de l'Université de Bâle refuseront d'accéder à sa demande d'étudier un semestre avec Jacob Burckhardt. Elle sera, en 1887, la première femme des Grisons à obtenir un doctorat en histoire, philosophie et littérature, avec une thèse sur l'impératrice Agnès d'Aquitaine.
Après son doctorat, elle devient journaliste indépendante, conférencière et écrivaine. 
En 1884, elle fait la connaissance de Friedrich Nietzsche en séjour à Sils Maria et se lie d'amitié avec lui. Il sera « l’un des rares hommes avec qui [elle] ait entretenu un rapport détendu dans sa vie ». De son côté, Nietzsche fut séduit par l'éloquence de cette aristocrate. En 1897, à la demande de la sœur du philosophe, Elisabeth Förster-Nietzsche, elle financera l'achat d'un bâtiment à Weimar pour les Archives Nietzsche (de).
Entre deux, en 1893, elle avait pris position en faveur de la réhabilitation de Caroline Farner, une femme médecin de ses amies, accusée par erreur d'escroquerie. Meta von Salis obtient son acquittement, ce qui lui vaudra l'inimitié du juge qui la condamne à huit jours de prison en 1894 pour atteinte à l'honneur. Après ce procès, elle se détourne de la vie publique et des questions d'égalité.
En 1904, Meta von Salis vend le château de Marschlins qui était en mauvais état et va s'installer à Capri avec son amie Hedwig Kym (de), où elle écrit beaucoup de poésie. Après le mariage de cette dernière en 1910 à Bâle, Meta von Salis la suit dans cette ville.
Meta von Salis est restée célibataire, et a passé les dernières années de sa vie à l'écart du monde,. Elle meurt en 1929 et elle est enterrée au cimetière de Daleu à Coire, dans le canton des Grisons.

## Œuvre
Meta von Salis est connue comme une pionnière dans la revendication de l'égalité des droits entre hommes et femmes en Suisse.
Son premier article « Réflexions hérétiques d’une femme pour le Nouvel An » (Ketzerische Neujahrsgedankem einer Frau) est publié en 1887 par le quotidien Züricher Post (de),. Dans ce texte, elle exige, pour la première fois en Suisse alémanique, la pleine égalité des droits pour les femmes suisses, également en matière de vote et d'éligibilité.
Meta von Salis consacre également de nombreux romans et recueils de poèmes, parfois écrits en collaboration avec Hedwig Kym, au sort réservé aux femmes. Dans un poème, elle exprime son idée d'une vie libre, une vie où une femme aide les autres et où la femme a le courage d'être elle-même.
En 1897, elle fait paraître un livre sur Nietzsche (Philosophie und Edelmensch. ein Beitrag zur Charakteristik Friedrich Nietzsches) qu'elle admirait et connaissait personnellement (v. ci-dessus) depuis 1884. Celui-ci lui adressera d'ailleurs encore un des derniers courriers qu'il a envoyés, un bref billet daté du 3 janvier 1889, jour où il s'effondre en pleine rue à Turin et plonge dans l'absence et la folie,.

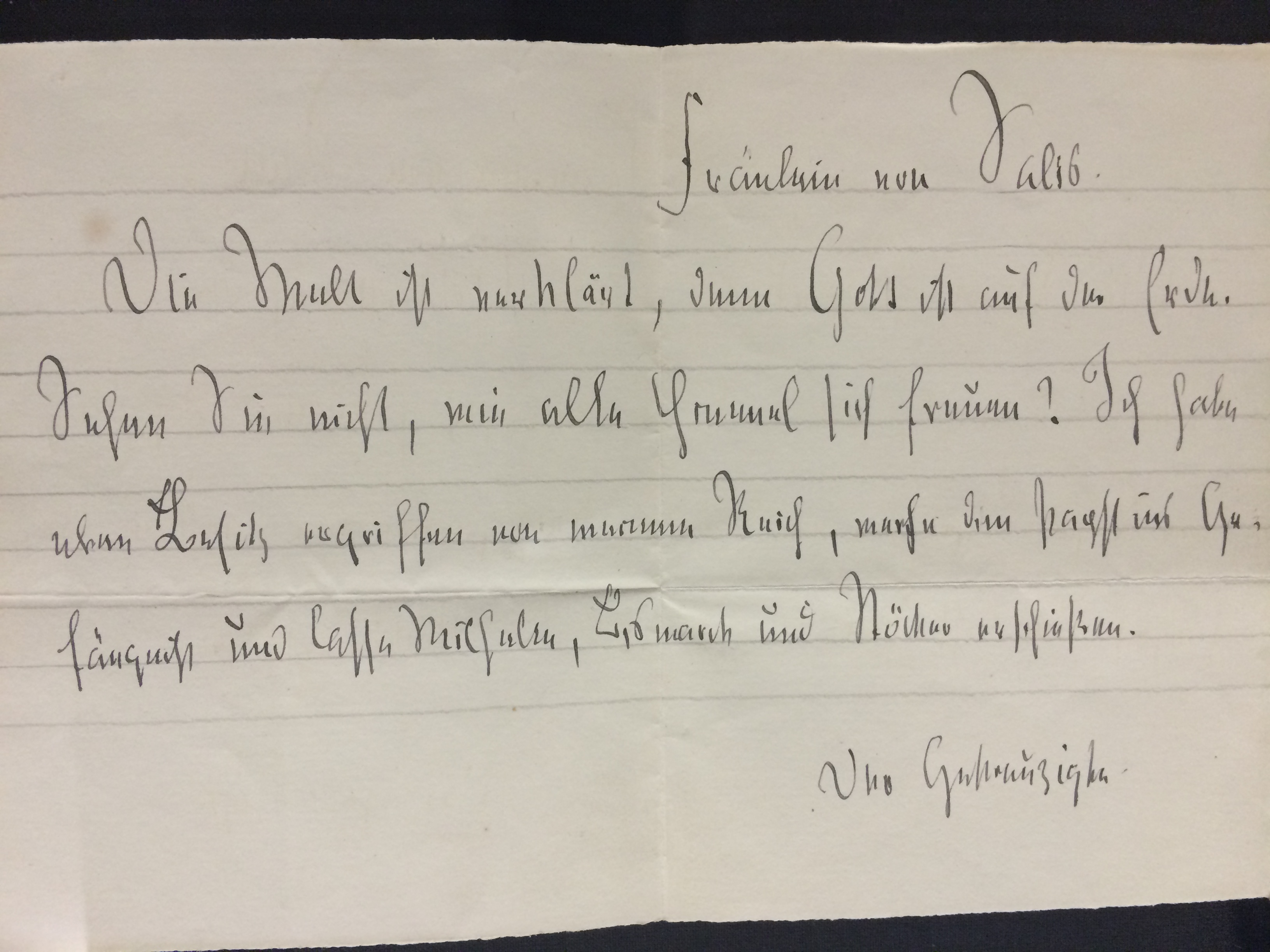
Le billet adressé à Meta von Salis par Nietzsche le 3 janvier 1889 (v. note 1).

### Critique

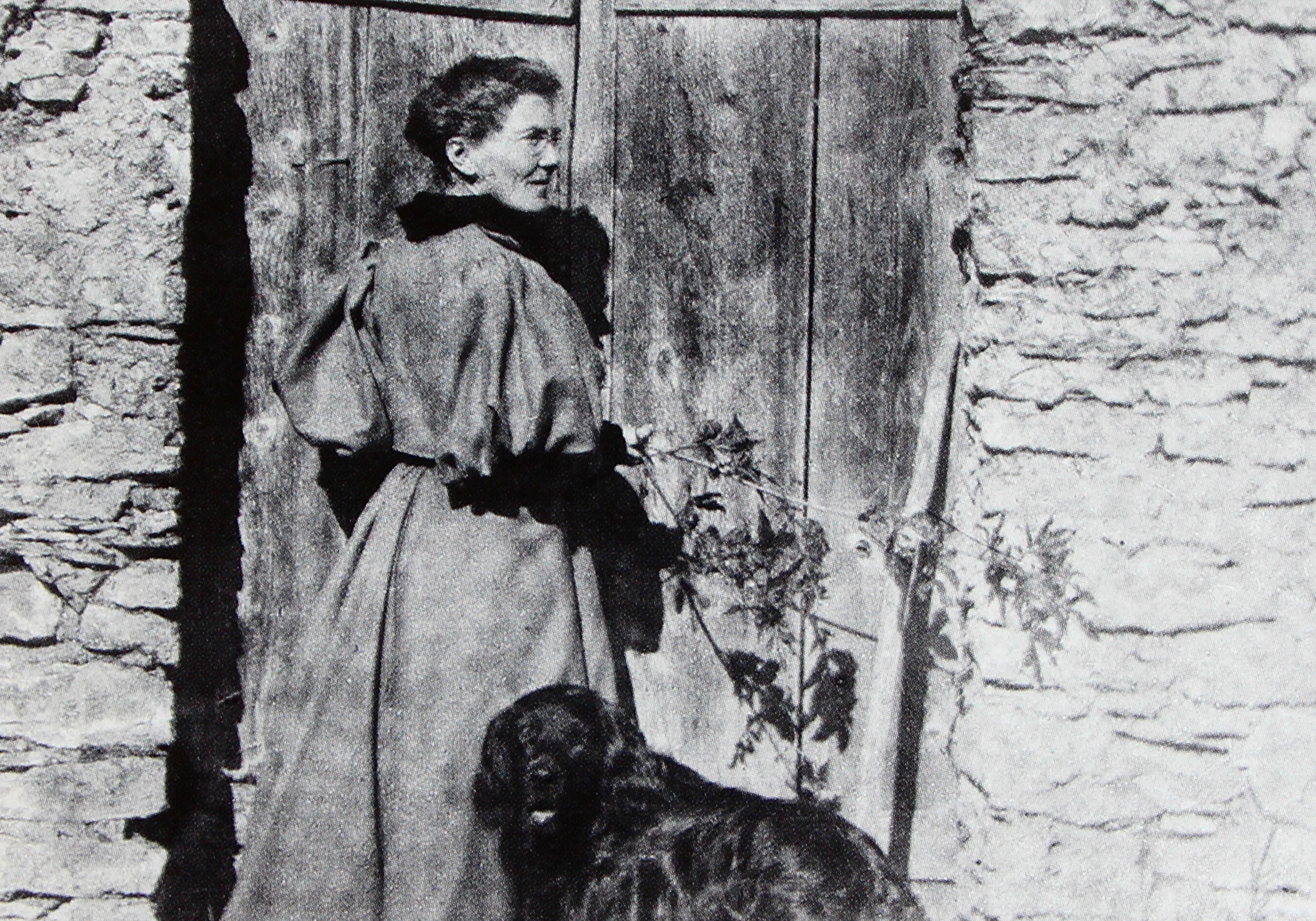
Meta von Salis en 1895.

Bien qu'elle ait défendu l'émancipation féminine, Meta von Salis a été jugée trop aristocrate et individualiste pour faire vraiment partie du mouvement des femmes — du reste, elle s'en méfiait. La condamnation sur laquelle déboucha le procès de 1894 lui laissa un goût amer, une amertume qui alla en grandissant si bien qu'elle se détourna de la vie publique. Elle a alors mis de côté les questions d'égalité pour s'intéresser surtout aux théories raciales d'Arthur de Gobineau et aux écrits de penseurs politiques conservateurs. Cela se traduisit, dans ses dernières années, par une influence grandissante du racisme et du nationalisme allemand.

## Ouvrages
- Gedichte. Schmidt, Zürich 1881.
- Unter neuen Fahnen. Weibliche Studenten. In: Thurgauer Zeitung. 1884.
- Die Zukunft der Frau. Buchholz & Werner, Zürich/München 1886.
- Agnes von Poitou, Kaiserin von Deutschland. Eine historisch-kritisch-psychologische Abhandlung. Dissertation, Universität Zürich. Zürich 1887.
- Die Schutzengel. Roman. Merhoff, München 1889.
- Furchtlos und treu. Roman. Merhoff, München 1891.
- Der Prozess Farner-Pfrunder in Zürich. Nach den Akten und nach dem Leben mitgeteilt. Ostschweiz, St. Gallen 1893.
- Zur Verständigung: Ein Versuch. Rischmüller & Meyn, München 1894.
- Philosoph und Edelmensch. Ein Beitrag zur Charakteristik Friedrich Nietzsches. Naumann, Leipzig 1897; Wissenschaftlicher Verlag, Schutterwald/Baden 2000.
- Auserwählte Frauen unserer Zeit. 2 Bände. Selbstverlag, Marschlins/Basel 1900/1909.
- Aristokratika. Arnold Bopp, Zürich 1902.
- Aristokratika II. Arnold Bopp, Zürich 1909.
- Gemma: Erinnerungen an Baronin Emma von Wöhrmann. Basel 1918.
- Erinnerungen. Selbstverlag, Basel [zwischen 1916 und 1919].
- Meta von Salis-Marschlins: Autobiografie „Aus meinem Leben“, Gedichte, feministische Schriften. Hrsg. von Doris Stump. Thalwil/Zürich 1988.